# VV Kloetinge
Die Voetbalvereniging Kloetinge ist ein niederländischer Fußballklub mit Sitz in Kloetinge, welches Teil der Gemeinde Goes in der Provinz Zeeland ist.

## Geschichte
Der Klub wurde am 28. November 1931 gegründet. Pfarrer J.A. Raams gründete damals ein Fußballklub mit dem Namen Unitas. Wegen zu vieler Klubs mit demselben Namen, wurde sie 1938 umbenannt.
1955 wurden zudem die Vereinsfarben geändert: aus blau-schwarz wurde grün-weiß.
Ab 1990 spielt VV Kloetinge in den höheren Amateurligen. Damals ist auch die Rivalität mit HSV Hoek entstanden. Zusammen gelten sie als erfolgreichste Klubs in der Provinz Zeeland.